# Пауль Дітріх Гізеке
Пауль Дітріх Гізеке (нім. Paul Dietrich von Giseke; 8 грудня 1741 — 26 квітня 1796) — німецький ботанік.

## Біографія
Пауль Дітріх Гізеке народився 8 грудня 1741 року в Гамбурзі. Навчався у Гамбурзькій академічній гімназії, у 1764 році поступив до Геттінгенського університету. У 1767 році закінчив Університет з дисертацією з систематики рослин. Згодом Пауль Дітріх вирушив до Франції, а потім — до Швеції. У Швеції він навчався у Карла Ліннея, який назвав на його честь рід Gisekia. Після повернення до Гамбурга Гізеке став працювати лікарем. У грудні 1771 року він був призначений професором фізики та поезії в Академічній гімназії. З 1784 року Пауль Дітріх працював асистентом М. Ф. Пітіскуса у бібліотеці Гамбурзького університету, після його смерті у 1794 році став головним бібліотекарем. Пауль Дітріх Гізеке помер раптово 26 квітня 1796 року.
У 1798 році Гізеке був посмертно обраний почесним членом Леопольдини.
Типові зразки, використані Гізеке для опису нових видів, зберігаються у гербаріях Единбурзького університету (E) та Мельбурнського ботанічного саду (MEL).

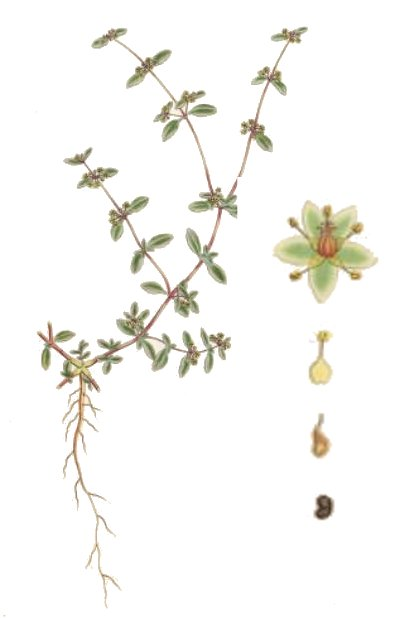
Gisekia pharnacioides — типовий вид роду Gisekia

## Окремі наукові роботи
- Giseke, P.D. (1767). Dissertatio inauguralis botanico-medica sistens systemata plantarum recentiora. 54 p.
- Giseke, P.D. (1792). Praelectiones in ordines naturales plantarum. 662 p.

## Роди, названі на честь П.Д.Гізеке
- Gisekia L., 1771